# Новы-Жмигруд

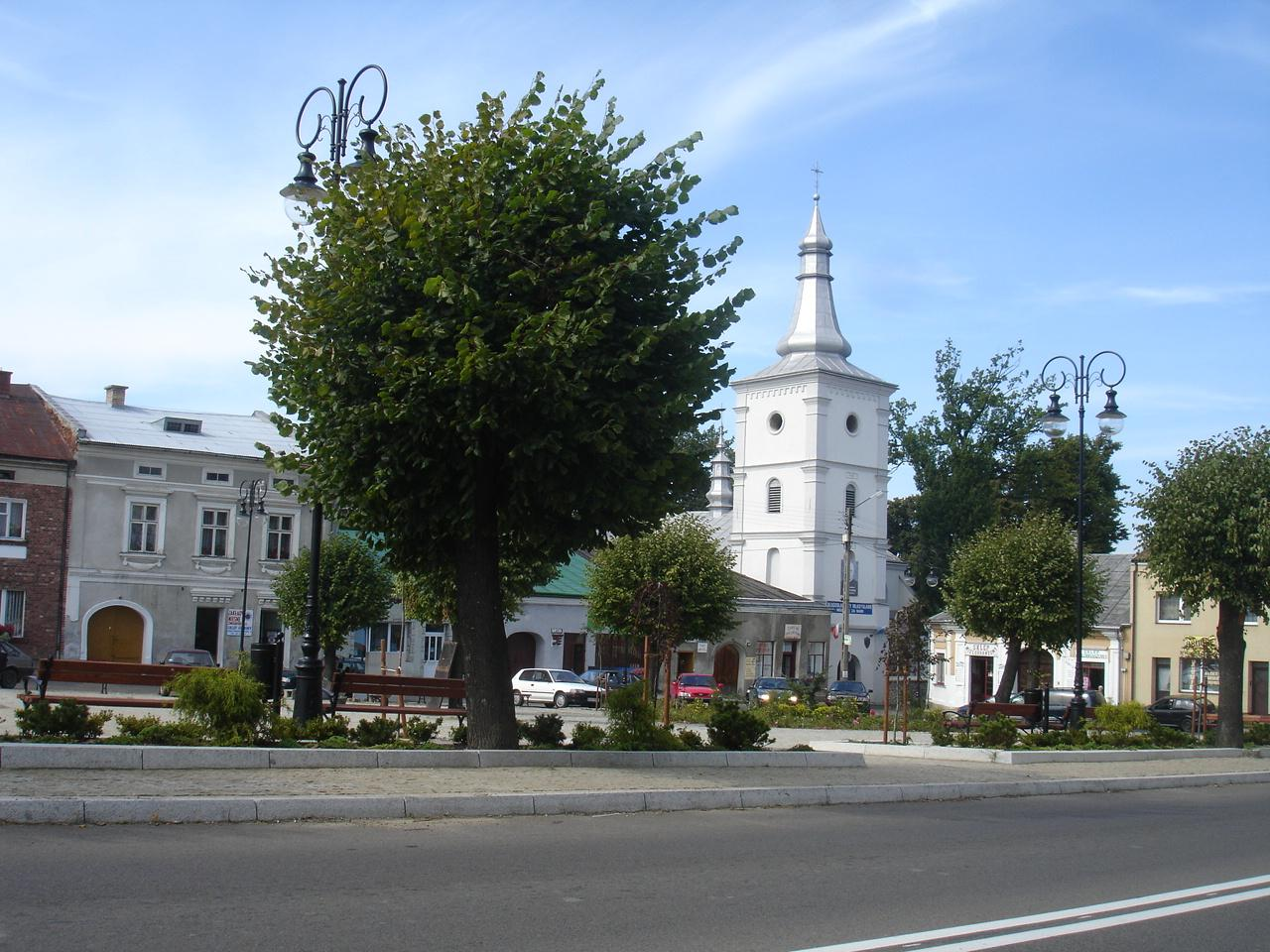
Новы-Жмигруд, Подкарпатское воеводство, Польша

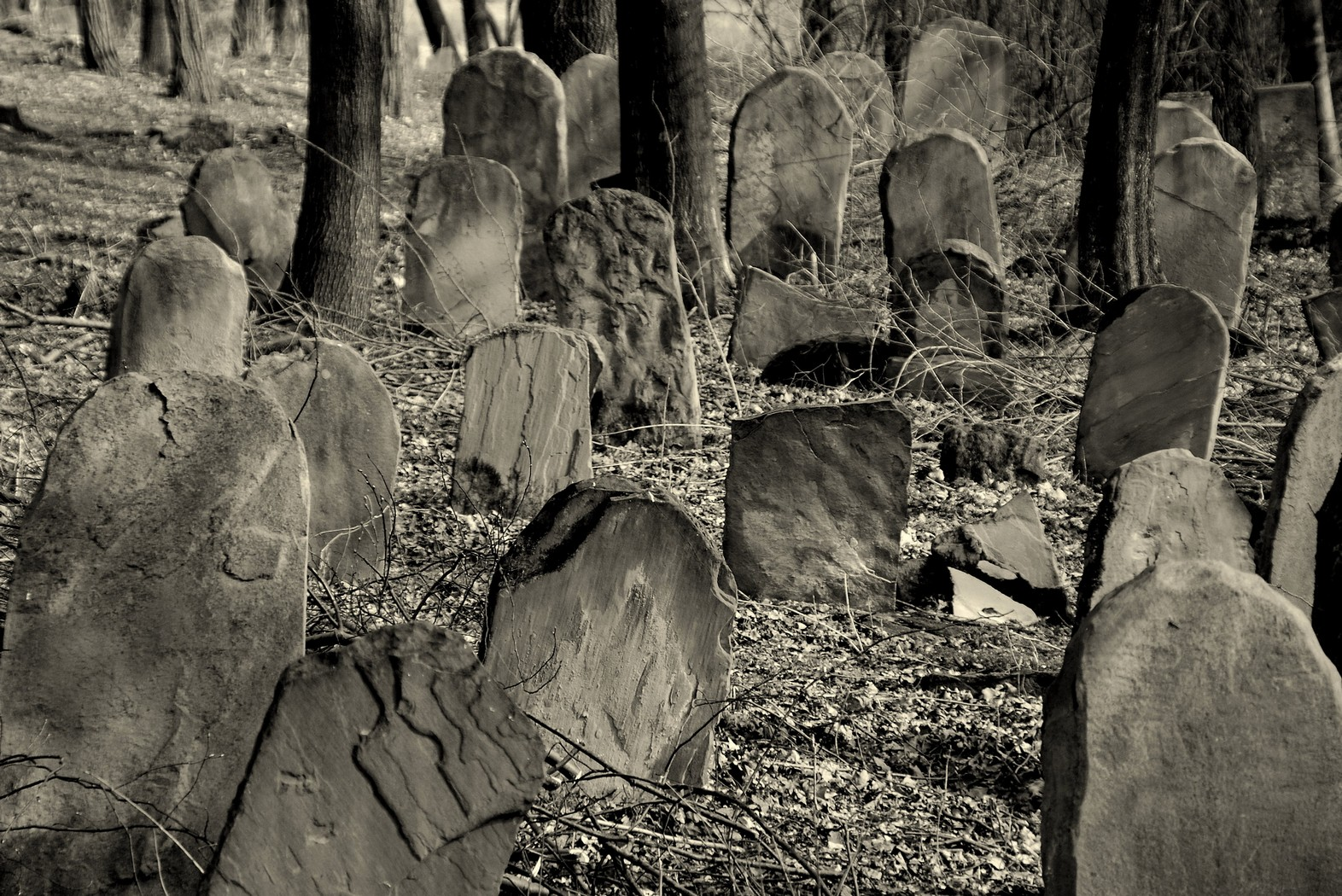
Еврейское кладбище — исторический памятник Подкарпатского воеводства, Новы-Жмигруд, Польша

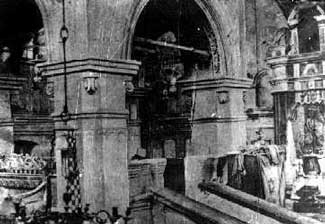
Синагога Альте-Шил

Но́вы-Жми́груд, до 1946 года — Жмигруд, до 1968 года — Жмигруд-Новы (пол. Nowy Żmigród, идиш זשמיגראד / Zhmigrid‎, нем. Schmiedeburg) — село (до 1919 года — город) в Польше, находящееся в Ясленском повяте Подкарпатского воеводства. Административный центр гмины Новы-Жмигруд.

## География
Село располагается в 13 км от города Дукля и в 10 км от города Ясло.

## История
Село было основано в XIV веке. Первоначально Жмигруд находился под магдебургским правом и считался городом. Благодаря торговому пути из Червонной Руси в Королевство Венгрия Жмигруд быстро развивался. В 1474 году город был разграблен наёмниками из венгерской Чёрной Армии под управлением венгерского короля Матьяша I. Жмигруд пережил два пожара в 1522 и 1577 годах.
После раздела Польши Жмигруд перешёл к Австро-Венгрии и постепенно стал терять свою экономическую базу, что привело к массовой эмиграции населения. Если в 1880 году в Жмигруде проживало 2 508 человек, то в 1900 году в городе насчитывалось уже 2 289 человек В 1919 году Жмигруд был лишён статуса города. В 1921 году в Жмигруде проживало 1 989 человек.
Основным занятием населения было сельское хозяйство, ткачество и торговля.
После Второй мировой войны к названию города была прибавлена приставка «Новы» и село стало называться Жмигруд-Новы. С 1968 года село стало именоваться как «Новы-Жмигруд».

### Еврейская община
Первые свидетельства о евреях в Жмигруде относятся к 1410 году. Евреям было разрешено селиться в городе. Сто лет спустя еврейская община Жмигруда значительно выросла и превосходила своей численностью остальные еврейские общины ближайших городов. В XVI веке в Жмигруде была построена синагога Альте-Шил, которая была разрушена в 1939 году. В XVI веке еврейской общиной было заложено кладбище, которое сохранилось до нашего времени. Еврейская община процветала в Жмигруде до конца XVII века. В 1765 года в Жмигруде и его окрестностях проживало 1 926 евреев. С начала XIX века евреи стали покидать Жмигруд. Переселение евреев в другие места продолжалось до Второй мировой войны. В 1939 году в Жмигруде насчитывалось около 800 евреев.
Евреи в Жмигруде принадлежали к санц-клаусенбургской хасидской династии. В 1907 году раввином Жмигруда стал Синай Хальберштам, который в 1939 году бежал в СССР, где погиб в Сибири.
После начала войны многие евреи бежали на советскую территорию. В начале 1942 года для евреев, проживавших в Жмигруде, было создано гетто. Зимой и весной 1942 года в гетто были доставлены несколько сот евреев из Люблина.
7 июня 1942 года было ликвидировано гетто. В этот день всем евреям, проживавшим в гетто, было приказано собраться на площади города. 1 250 человек были отведены в близлежащий лес, где они были расстреляны и захоронены в ранее приготовленных ямах. Часть оставшихся в живых после этой акции евреев 15 августа 1942 года отправили в концентрационный лагерь «Заслав» возле Кракова. В конце лета 1942 года остальную часть евреев из жмигрудского гетто отправили в концентрационный лагерь Плашов.

## Достопримечательности
- Воинское кладбище времён Первой мировой войны.
- Еврейское кладбище, датируемое XVI веком. Исторический памятник Подкарпатского воеводства.

## Известные жители и уроженцы
- Владислав Финдыш (1907—1964) — блаженный Римско-Католической церкви;